# Hans Krenn
Hans Krenn (* 18. Jänner 1932 in Innsbruck, Tirol; † 16. Juni 2007 in Wien) war ein österreichischer Künstler. Er ist künstlerisch in das Umfeld der Wiener Schule des Phantastischen Realismus einzuordnen.

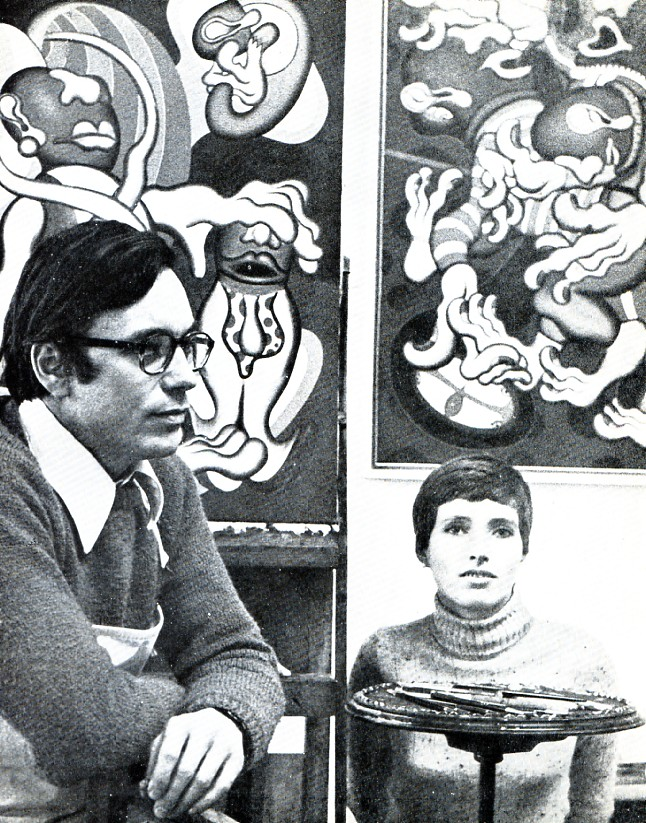

## Werdegang
Hans Krenn wurde 1932 in Innsbruck geboren, 1952 folgte die Matura und ab 1954 ein Architekturstudium an der Akademie der Bildenden Künste in Wien. Nach seinem Diplom 1957 folgten Reisen nach Skandinavien und ein Aufenthalt in Nairobi. Nach einer Station (Assistantship) an der University of Pennsylvania in Philadelphia kehrte Krenn 1962 nach Österreich zurück. Es folgte von 1970 bis 1971 eine Berufung an die Technological University von Florida/Orlando als Professor für Malerei und Druckgraphik. 1973 erwarb er ein Bauernhaus im  Waldviertel (Frankenreith bei Horn), das als Zweitwohnsitz und Atelier diente. Ab 1978 war er Lehrer an der Camillo Sitte Lehranstalt HTBLuVA WIEN III. Er fertigte bis 2007 kleinformatige Arbeiten (Mischtechniken) und Kleinskulpturen an. 
Hans Krenn war von 1973 bis zu seiner Deckung 2000 Mitglied der Freimaurerloge Zur Toleranz. Er verstarb kurz nach einer Asienreise im Juni 2007 und wurde am Neustifter Friedhof in Wien bestattet. Sein Sohn Florian Krenn übernahm die Verwaltung des künstlerischen Nachlasses.

## Preise und Auszeichnungen
1971 1. Preis des Bundesministeriums für Unterricht und Kunst, Innsbruck

## Ausstellungen (Auswahl)
- 1965 Galerie Ernst Fuchs, Wien
- 1967 Galerie Peithner-Lichtfels, Wien
- 1969 Galerie Tobies & Silex, Köln
- 1970 Galerie Tams, München
- 1970 Künstlerhaus-Galerie, Wien
- 1970 Neue Galerie der Stadt Linz Wolfgang-Gurlitt-Museum, Linz
- 1971 Gloria Luria Gallery, Miami, Florida
- 1971 Galerie Krinzinger, Innsbruck
- 1971 Galerie 10, Manfred Scheer, Wien
- 1972 Galerie Brockstedt, Hamburg

## Werke
| Bild | Titel                             | Jahr  | Größe / Material                | Ausstellung/Sammlung/Besitzer           |
| ---- | --------------------------------- | ----- | ------------------------------- | --------------------------------------- |
|      | Der Großvater und der Pilz        | 1963  | 120×75 cm, Öl auf Leinwand      | zuletzt Galerie Peithner-Lichtenfels    |
|      | Der leere Teller                  | 1968  | 140×80 cm, Öl auf Leinwand      | Carl Laszlo, Basel                      |
|      | Schau nicht hin mein Sohn         | 1969  | 140×80 cm, Öl auf Leinwand      | Carl Laszlo                             |
|      | Bleistiftzeichnung ohne Titel     | 2000  | 20×8 cm, Bleistift auf Papier   | Agnes Krenn, Steiermark                 |
|      | Mann und Frau                     | 2002  | 25×7 cm, Colorierter Linoldruck | Veit Krenn, Trier                       |
|      | Schön wär's in Thailand           | 2001  | 35×25 cm, Collage               | Veit Krenn, Trier                       |
|      | Silberring                        | 1974  | 25×35×10 mm, Silber             | Florian Krenn, Wien                     |
|      | Die Doppelgiraffe                 | 1973  | 35×25 cm, Radierung             | Florian Krenn, Wien                     |
|      | Der eitle Wunsch nach einem Ziel  | 1965  | 135×75 cm, Radierung            | Agnes Krenn, Steiermark                 |
|      | Al zu schnell wachsen die Kleinen | 1970  | 50×65 cm, Siebdruck             | www.entARTica.eu, Zaandam – Niederlande |
|      | Schlangen Mutter                  | 1970? | 53×37,5 cm, Siebdruck           | www.entARTica.eu, Zaandam – Niederlande |